# Anatoliy Timoshchuk
Anatoliy Oleksandrovych Tymoshchuk (en ucraniano: Анатолій Тимощук; Lutsk, Unión Soviética; 30 de marzo de 1979) es un exfutbolista ucraniano que jugaba de pivote o defensa central. Actualmente es segundo entrenador de Sergey Semak en el Zenit de San Petersburgo de la Liga Premier de Rusia.

## Trayectoria

### FC Volyn Lutsk
Nacido en Lutsk, fichó por la cantera del FC Dinamo de Kiev con 14 años, volviendo a casa tres años después. Tymoschuk debutó en la Liga con el FC Volyn Lutsk en la segunda división en la temporada 1995/96 y pronto se convirtió en un gran goleador.

### FC Shajtar Donetsk
En marzo de 1998 se marchó al FC Shajtar Donetsk  y rápidamente se asentó en el once titular. Jugó un papel destacado en el éxito del título de Liga 2001/02 y en las Copas ucranianas logradas en las temporadas 2001 y 2002. En la temporada 2003/2004 realizó una temporada magnífica en la que logró seis goles en 29 partidos ligeros marcando un tanto con el Shakhtar en la victoria ante el FC Dnipro Dnipropetrovsk por 2-0 en la final de la Copa ucraniana. Se incorporó a la selección de Ucrania en abril de 2000 tras debutar en el partido amistoso Ucrania - Bulgaria, en el que los ucranianos ganaron 1-0.

### Zenit San Petersburgo
El 27 de febrero de 2007, Tymoschuk fue transferido al Zenit San Petersburgo de Rusia, por una cifra de 15 millones de Euros, convirtiéndose en el capitán del equipo.

### Bayern de Múnich
El ucraniano fue contratado por el Bayern de Múnich para la temporada 2009/2010, junto al alemán Mario Gómez, los croatas Ivica Olić y Danijel Pranjic, y el holandés Arjen Robben.
En la final de la UEFA Champions League del 2012 ante el Chelsea FC al ingresar al campo toca la copa, aquella "maldición" que nadie hace pues si alguien la toca su equipo pierde por lo que se dice. Misteriosamente el Bayern perdió increíblemente aquella final en penaltis.

### Vuelta al Zenit
Después de ganar la UEFA Champions League con el Bayern en 2013, Tymoschuk regresó a Zenit, a pesar de conseguir ofertas de diferentes clubes de todo el continente. Los medios rusos afirman que Tymoshchuk fichó con el Zenit no solo por sus habilidades como jugador, sino por tener la habilidad de detener los conflictos entre jugadores del club. Tymoschuk dijo que el retorno a Zenit es la última transferencia en su carrera, lo que indica que terminará su carrera jugando para el club ruso.
En 2014, el Zenit perdió 4-2 ante el Borussia Dortmund, que marcó dos goles en los primeros cinco minutos del partido. Tymoshchuk dijo que había una oportunidad de anotar cuando el marcador era de 3-2, pero nunca lo hicieron.

### FC Kairat Almaty
El 6 de julio de 2015 se confirma su traspaso desde el Zenit de San Petersburgo ruso al FC Kairat Almaty de Kazajistán por 0 euros. Como curiosidad cabe decir que escogió el dorsal número 44, ya que el 4 es su número favorito.

## Selección nacional
Desde su debut en 2000, Tymoshchuk se ha convertido en un miembro clave del equipo nacional de Ucrania. Se ganó el reconocimiento por su actuación durante la Copa Mundial FIFA 2006 en la que Ucrania alcanzó los cuartos de final, ganando un premio como Hombre del Partido en la victoria por 1 a 0 de Ucrania ante Túnez en el Grupo H.
Tymoshchuk ha sido descrito como uno de los grandes artífices de la primera aparición de Ucrania en un Mundial. Tras la retirada de Andriy Shevchenko, se convirtió en el capitán del equipo.
Jugó 144 partidos como internacional.
En 2022, la Federación Ucraniana de Fútbol decidió borrar su historial con la selección nacional de 
Ucrania y despojarle de todos sus títulos nacionales así como de su licencia de entrenador debido a su silencio tras la invasión Rusa a Ucrania.

### Participaciones en Copas del Mundo
| Mundial                        | Sede     | Resultado        | Partidos | Goles |
| ------------------------------ | -------- | ---------------- | -------- | ----- |
| Copa Mundial de Fútbol de 2006 | Alemania | Cuartos de final | 5        | 0     |

### Participaciones en Eurocopas
| Euro          | Sede              | Resultado    | Partidos | Goles |
| ------------- | ----------------- | ------------ | -------- | ----- |
| Eurocopa 2012 | Polonia y Ucrania | Primera fase | 3        | 0     |
| Eurocopa 2016 | Francia           | Primera fase | 1        | 0     |

### Resumen de goles internacionales absolutos
| #  | Fecha                | Estadio                                  | Oponente              | Marcador | Resultado | Competición |
| -- | -------------------- | ---------------------------------------- | --------------------- | -------- | --------- | ----------- |
| 1. | 17 de abril de 2002  | Lobanovsky Dynamo Stadium, Kiev, Ucrania | Bandera de Georgia    | 2–1      | Victoria  | Amistoso    |
| 2. | 8 de octubre de 2010 | Lobanovsky Dynamo Stadium, Kiev, Ucrania | Bandera de Canadá     | 2–2      | Empate    | Amistoso    |
| 3. | 1 de junio de 2011   | Lobanovsky Dynamo Stadium, Kiev, Ucrania | Bandera de Uzbekistán | 2–0      | Victoria  | Amistoso    |
| 4. | 6 de junio de 2011   | Donbass Arena, Donetsk, Ucrania          | Bandera de Francia    | 1–4      | Derrota   | Amistoso    |

## Estadísticas

### Clubes
| Volyn Lutsk · Ucrania | 1995-96             | 10  | 1  | 1  | 0  | 0   | 0 | 11  | 1  |
| Volyn Lutsk · Ucrania | 1996-97             | 38  | 6  | 2  | 0  | 0   | 0 | 40  | 6  |
| Volyn Lutsk · Ucrania | 1997-98             | 14  | 1  | 2  | 0  | 0   | 0 | 16  | 1  |
| Volyn Lutsk · Ucrania | Total               | 62  | 8  | 5  | 0  | 0   | 0 | 67  | 8  |
| Shakhtar Donetsk · Ucrania | 1997-98             | 9   | 3  | 0  | 0  | 0   | 0 | 9   | 3  |
| Shakhtar Donetsk · Ucrania | 1998-99             | 18  | 2  | 3  | 0  | 2   | 0 | 23  | 2  |
| Shakhtar Donetsk · Ucrania | 1999-00             | 23  | 0  | 3  | 0  | 2   | 0 | 28  | 0  |
| Shakhtar Donetsk · Ucrania | 2000-01             | 25  | 4  | 5  | 1  | 11  | 0 | 41  | 5  |
| Shakhtar Donetsk · Ucrania | 2001-02             | 26  | 3  | 7  | 1  | 6   | 1 | 39  | 5  |
| Shakhtar Donetsk · Ucrania | 2002-03             | 30  | 4  | 6  | 1  | 4   | 0 | 40  | 5  |
| Shakhtar Donetsk · Ucrania | 2003-04             | 29  | 6  | 6  | 1  | 6   | 0 | 41  | 7  |
| Shakhtar Donetsk · Ucrania | 2004-05             | 25  | 4  | 5  | 0  | 11  | 0 | 41  | 4  |
| Shakhtar Donetsk · Ucrania | 2005-06             | 27  | 5  | 2  | 1  | 9   | 0 | 38  | 6  |
| Shakhtar Donetsk · Ucrania | 2006-07             | 15  | 1  | 2  | 1  | 9   | 0 | 26  | 2  |
| Shakhtar Donetsk · Ucrania | Total               | 227 | 32 | 39 | 6  | 60  | 1 | 326 | 39 |
| Zenit de San Petersburgo · Rusia | 2007                | 29  | 4  | 5  | 5  | 8   | 1 | 42  | 10 |
| Zenit de San Petersburgo · Rusia | 2008                | 27  | 6  | 0  | 0  | 17  | 0 | 44  | 6  |
| Zenit de San Petersburgo · Rusia | 2009                | 11  | 0  | 0  | 0  | 3   | 2 | 14  | 2  |
| Zenit de San Petersburgo · Rusia | Total               | 67  | 10 | 5  | 5  | 28  | 3 | 100 | 18 |
| Bayern de Múnich · Alemania | 2009-10             | 21  | 0  | 4  | 0  | 7   | 1 | 32  | 1  |
| Bayern de Múnich · Alemania | 2010-11             | 26  | 3  | 4  | 0  | 7   | 1 | 37  | 4  |
| Bayern de Múnich · Alemania | 2011-12             | 23  | 0  | 4  | 0  | 12  | 0 | 39  | 0  |
| Bayern de Múnich · Alemania | 2012-13             | 16  | 1  | 3  | 0  | 5   | 0 | 24  | 1  |
| Bayern de Múnich · Alemania | Total               | 86  | 4  | 15 | 0  | 31  | 2 | 132 | 6  |
| Zenit de San Petersburgo · Rusia | 2013-14             | 21  | 0  | 1  | 0  | 5   | 0 | 28  | 0  |
| Zenit de San Petersburgo · Rusia | 2014-15             | 11  | 0  | 1  | 0  | 9   | 0 | 21  | 0  |
| Zenit de San Petersburgo · Rusia | Total               | 32  | 0  | 2  | 0  | 15  | 0 | 49  | 0  |
| Kairat Almaty · Kazajistán | 2015                | 10  | 0  | 0  | 0  | 6   | 0 | 16  | 0  |
| Kairat Almaty · Kazajistán | 2016                | 11  | 1  | 0  | 0  | 7   | 0 | 18  | 1  |
| Kairat Almaty · Kazajistán | Total               | 21  | 1  | 0  | 0  | 13  | 0 | 34  | 1  |
| Total en su carrera | Total en su carrera | 495 | 55 | 66 | 11 | 147 | 6 | 708 | 72 |
| (1) Incluye datos de Copa de Ucrania, Supercopa de Ucrania, Copa de Rusia, Supercopa de Rusia, Copa de Alemania, Supercopa de Alemania, Copa de Kazajistán y Supercopa de Kazajistán. (2) Incluye datos de Liga de Campeones de la UEFA, Liga Europa de la UEFA y Recopa de Europa. |                     |     |    |    |    |     |   |     |    |

### Selección
| Ucrania | 2000                  | 2  | 0 | 2  | 0 | - | - | - | - | 4   | 0 |
| Ucrania | 2001                  | 4  | 0 | 8  | 0 | - | - | - | - | 12  | 0 |
| Ucrania | 2002                  | 5  | 1 | 3  | 0 | - | - | - | - | 8   | 1 |
| Ucrania | 2003                  | 5  | 0 | 4  | 0 | - | - | - | - | 9   | 0 |
| Ucrania | 2004                  | 5  | 0 | 4  | 0 | - | - | - | - | 9   | 0 |
| Ucrania | 2005                  | 3  | 0 | 7  | 0 | - | - | - | - | 10  | 0 |
| Ucrania | 2006                  | 4  | 0 | 3  | 0 | 5 | 0 | - | - | 12  | 0 |
| Ucrania | 2007                  | 1  | 0 | 9  | 0 | - | - | - | - | 10  | 0 |
| Ucrania | 2008                  | 4  | 0 | 3  | 0 | - | - | - | - | 7   | 0 |
| Ucrania | 2009                  | 3  | 0 | 8  | 0 | - | - | - | - | 11  | 0 |
| Ucrania | 2010                  | 8  | 1 | 0  | 0 | - | - | - | - | 8   | 1 |
| Ucrania | 2011                  | 12 | 2 | 0  | 0 | - | - | - | - | 12  | 2 |
| Ucrania | 2012                  | 5  | 0 | 3  | 0 | - | - | 3 | 0 | 12  | 0 |
| Ucrania | 2013                  | 2  | 0 | 5  | 0 | - | - | - | - | 7   | 0 |
| Ucrania | 2014                  | 3  | 0 | 3  | 0 | - | - | - | - | 6   | 0 |
| Ucrania | 2015                  | 2  | 0 | 2  | 0 | - | - | - | - | 4   | 0 |
| Ucrania | 2016                  | 4  | 0 | -  | - | - | - | 3 | 0 | 7   | 0 |
| Total en la selección | Total en la selección | 72 | 4 | 64 | 0 | 5 | 0 | 6 | 0 | 148 | 4 |
| (1) Incluye datos de Copa Cyprus, Copa Kirin y Copa Lobanovsky. (2) Incluye datos de la clasificación para la Copa Mundial de Fútbol y la Eurocopa. |                       |    |   |    |   |   |   |   |   |     |   |

### Resumen estadístico
|                       | Encuentros | Goles | Promedio |
| --------------------- | ---------- | ----- | -------- |
| Primera División      | 495        | 55    | 0.11     |
| Copas nacionales      | 66         | 11    | 0.16     |
| Copas internacionales | 147        | 6     | 0.04     |
| Selección de Ucrania  | 147        | 4     | 0.02     |
| Total                 | 855        | 76    | 0.08     |

## Vida personal
Anatoliy Tymoshchuk está casado con Nadiya Tymoshchuk. La pareja se conoció en su ciudad natal Lutsk mientras vivía en el mismo barrio.
En junio de 2008 Tymoshchuk fue galardonado con el título de "ciudadano honorario de Lutsk". Su jugador favorito es Lothar Matthäus. También es un fan de la banda ucraniana Okean Elzy y pintor ruso Mijail Vrubel. Él es un ávido coleccionista de vinos, camisetas de iconos del fútbol y helicópteros militares (réplicas de los mismos).
Tymoshchuk y su padre, organizan torneos de fútbol y fundaron el Organismo Internacional de Anatoliy Tymoshchuk Junior Cup, para los niños procedentes de Ucrania y los estados vecinos en la ciudad de Volinia, Ucrania. Los ganadores obtienen premios copas y dinero. La misión del torneo fue alentar a los niños a continuar su entrenamiento de fútbol, dándoles la oportunidad de participar en una competición real.

## Posición
Es un jugador polivalente que raramente se perdía algún partido. Anatoliy Tymoschuk se adaptaba bien en cualquier posición en la que jugaba (normalmente de mediocampista izquierdo, y mediocentro organizador), puesto más habitual, y de defensa central.

## Palmarés

### Campeonatos nacionales
| Título                  | Club                     | País       | Año     |
| ----------------------- | ------------------------ | ---------- | ------- |
| Copa de Ucrania         | Shakhtar Donetsk         | Ucrania    | 2000-01 |
| Liga Premier de Ucrania | Shakhtar Donetsk         | Ucrania    | 2001-02 |
| Copa de Ucrania         | Shakhtar Donetsk         | Ucrania    | 2001-02 |
| Copa de Ucrania         | Shakhtar Donetsk         | Ucrania    | 2003-04 |
| Copa de Ucrania         | Shakhtar Donetsk         | Ucrania    | 2004-05 |
| Supercopa de Ucrania    | Shakhtar Donetsk         | Ucrania    | 2005    |
| Copa de Ucrania         | Shakhtar Donetsk         | Ucrania    | 2005-06 |
| Liga Premier de Rusia   | Zenit de San Petersburgo | Rusia      | 2007    |
| Supercopa de Rusia      | Zenit de San Petersburgo | Rusia      | 2008    |
| Bundesliga              | Bayern Múnich            | Alemania   | 2009-10 |
| Copa de Alemania        | Bayern Múnich            | Alemania   | 2009-10 |
| Supercopa de Alemania   | Bayern Múnich            | Alemania   | 2010    |
| Supercopa de Alemania   | Bayern Múnich            | Alemania   | 2012    |
| Bundesliga              | Bayern Múnich            | Alemania   | 2012-13 |
| Copa de Alemania        | Bayern Múnich            | Alemania   | 2012-13 |
| Liga Premier de Rusia   | Zenit de San Petersburgo | Rusia      | 2014-15 |
| Copa de Kazajistán      | Kairat Almaty            | Kazajistán | 2015    |
| Supercopa de Kazajistán | Kairat Almaty            | Kazajistán | 2016    |

### Campeonatos internacionales
| Título                       | Equipo (*)               | Sede       | Año     |
| ---------------------------- | ------------------------ | ---------- | ------- |
| Copa de la UEFA              | Zenit de San Petersburgo | Mánchester | 2007-08 |
| Supercopa de Europa          | Zenit de San Petersburgo | Mónaco     | 2008    |
| Liga de Campeones de la UEFA | Bayern Múnich            | Londres    | 2012-13 |

### Distinciones individuales
| Distinción                                                                                | Año  |
| ----------------------------------------------------------------------------------------- | ---- |
| Futbolista Ucraniano del Año                                                              | 2002 |
| Futbolista Ucraniano del Año                                                              | 2006 |
| Defensor del año de la Liga Premier de Rusia                                              | 2007 |
| Jugador del año de la Liga Premier de Rusia                                               | 2007 |
| Futbolista Ucraniano del Año                                                              | 2007 |
| Defensor del año de la Liga Premier de Rusia                                              | 2008 |
| Mejor futbolista Ucraniano de la Historia (Con Andriy Shevchenko y Oleksandr Shovkovskiy) | 2011 |
| Futbolista con más presencias en la Selección de Ucrania (144)                            | 2014 |

## Curiosidades
Sus padres fueron atletas, mientras que su hermana fue capitana de la selección de Ucrania de baloncesto.
Su número favorito es el 4, al llegar al Bayern, este eligió el 44 como su dorsal.